# Virginia Slims of Boston 1973
Il Virginia Slims of Boston 1973 è stato un torneo di tennis facente parte del Virginia Slims Circuit 1973. Il torneo si è giocato a Boston negli Stati Uniti dal 9 al 15 aprile 1973 su campi in cemento indoor.

## Vincitori

### Singolare
Margaret Court ha battuto in finale  Billie Jean King con il punteggio di 6–2, 6–4

### Doppio
Rosie Casals /  Billie Jean King hanno battuto in finale  Françoise Dürr /  Betty Stöve con il punteggio di 6–4, 6–2